# Crandelles
Crandelles (Crandèlas en occitan) est une commune française, située dans le département du Cantal en région Auvergne-Rhône-Alpes.

## Géographie
Cette commune est située au nord-ouest du bassin sédimentaire d’Aurillac. Son unité paysagère, constituée de collines, présente un contraste, dans son relief et dans sa mise en valeur, avec le reste du bassin d’Aurillac. Elle forme des paysages vallonnés à dominante agricole où de nombreux boisements peu étendus, de feuillus (chêne pédonculé), mélangés au pin sylvestre et au bouleau, occupent les pentes, les fonds de vallons ou le sommet des croupes. Le réseau bocager est dense, en particulier sur les zones de pente.
La commune est arrosée par l'Authre.

### Communes limitrophes
Les communes limitrophes sont  Jussac, Naucelles, Reilhac, Saint-Paul-des-Landes, Teissières-de-Cornet et Ytrac.
|                       | Teissières-de-Cornet | Jussac    |
| Saint-Paul-des-Landes | Crandelles           | Reilhac   |
|                       | Ytrac                | Naucelles |

### Climat
Pour des articles plus généraux, voir Climat d'Auvergne-Rhône-Alpes et Climat du Cantal.
En 2010, le climat de la commune est de type climat des marges montargnardes, selon une étude du CNRS s'appuyant sur une série de données couvrant la période 1971-2000. En 2020, Météo-France publie une typologie des climats de la France métropolitaine dans laquelle la commune est exposée à un climat de montagne ou de marges de montagne et est dans la région climatique Ouest et nord-ouest du Massif Central, caractérisée par une pluviométrie annuelle de 900 à 1 500 mm, maximale en automne et en hiver.
Pour la période 1971-2000, la température annuelle moyenne est de 9,5 °C, avec une amplitude thermique annuelle de 15,2 °C. Le cumul annuel moyen de précipitations est de 1 207 mm, avec 12,7 jours de précipitations en janvier et 7,8 jours en juillet. Pour la période 1991-2020, la température moyenne annuelle observée sur la station météorologique de Météo-France la plus proche, sur la commune d'Aurillac à 8 km à vol d'oiseau, est de 10,5 °C et le cumul annuel moyen de précipitations est de 1 134,7 mm,. Pour l'avenir, les paramètres climatiques de la commune estimés pour 2050 selon différents scénarios d'émission de gaz à effet de serre sont consultables sur un site dédié publié par Météo-France en novembre 2022.

## Urbanisme

### Typologie
Au 1er janvier 2024, Crandelles est catégorisée commune rurale à habitat dispersé, selon la nouvelle grille communale de densité à 7 niveaux définie par l'Insee en 2022.
Elle est située hors unité urbaine. Par ailleurs la commune fait partie de l'aire d'attraction d'Aurillac, dont elle est une commune de la couronne,. Cette aire, qui regroupe 85 communes, est catégorisée dans les aires de 50 000 à moins de 200 000 habitants,.

### Occupation des sols
L'occupation des sols de la commune, telle qu'elle ressort de la base de données européenne d’occupation biophysique des sols Corine Land Cover (CLC), est marquée par l'importance des territoires agricoles (96,9 % en 2018), en diminution par rapport à 1990 (98 %). La répartition détaillée en 2018 est la suivante : 
prairies (60,9 %), zones agricoles hétérogènes (36 %), zones urbanisées (3,1 %). L'évolution de l’occupation des sols de la commune et de ses infrastructures peut être observée sur les différentes représentations cartographiques du territoire : la carte de Cassini (XVIIIe siècle), la carte d'état-major (1820-1866) et les cartes ou photos aériennes de l'IGN pour la période actuelle (1950 à aujourd'hui).

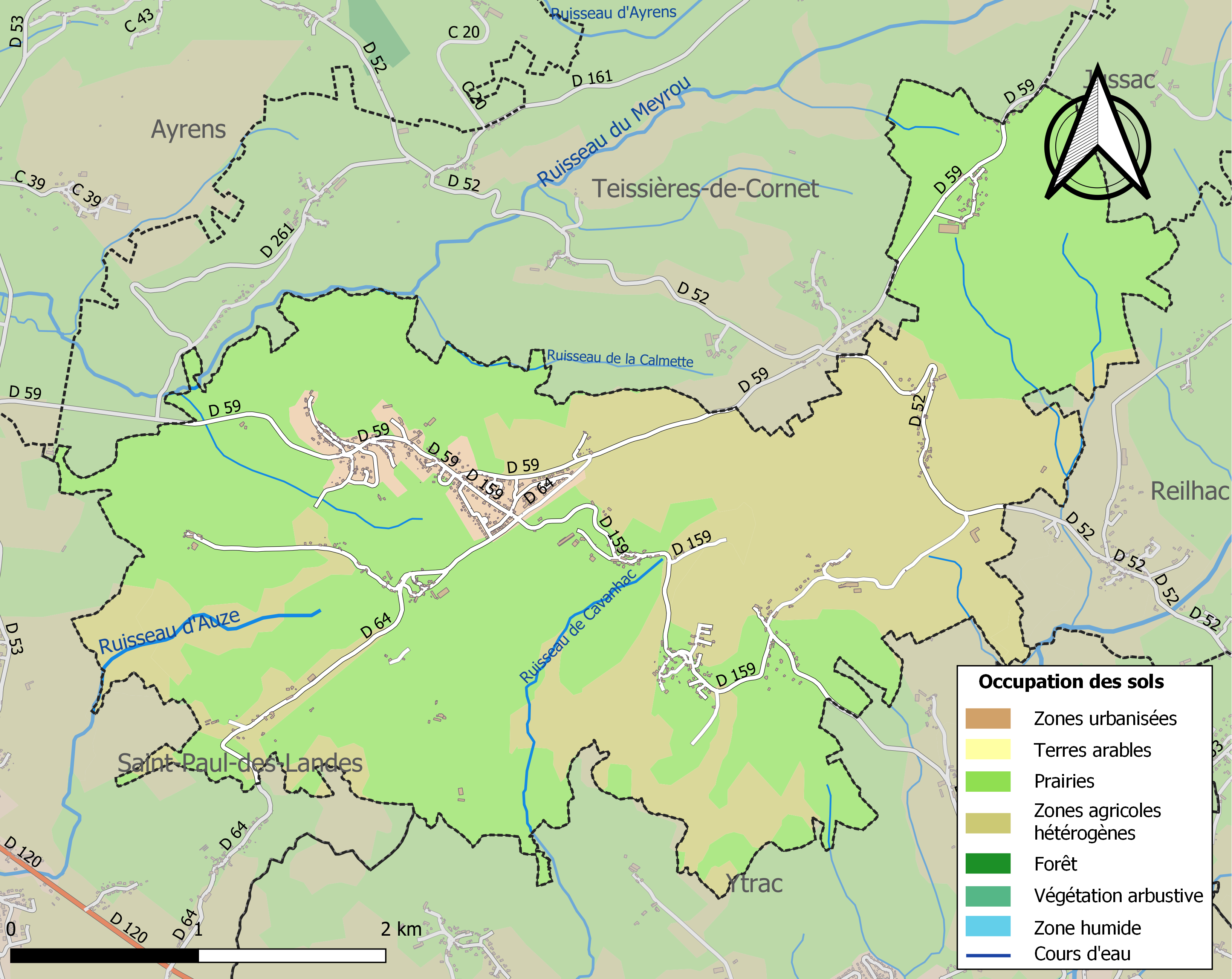
Carte des infrastructures et de l'occupation des sols de la commune en 2018 (CLC).

### Habitat et logement
En 2018, le nombre total de logements dans la commune était de 379, alors qu'il était de 336 en 2013 et de 307 en 2008.
Parmi ces logements, 86,7 % étaient des résidences principales, 7,1 % des résidences secondaires et 6,3 % des logements vacants. Ces logements étaient pour 99,7 % d'entre eux des maisons individuelles et pour 0,3 % des appartements.
Le tableau ci-dessous présente la typologie des logements à Crandelles en 2018 en comparaison avec celle du Cantal et de la France entière. Une caractéristique marquante du parc de logements est ainsi une proportion de résidences secondaires et logements occasionnels (7,1 %) inférieure à celle du département (20,4 %) mais supérieure à celle de la France entière (9,7 %). Concernant le statut d'occupation de ces logements, 87,9 % des habitants de la commune sont propriétaires de leur logement (86,8 % en 2013), contre 70,4 % pour le Cantal et 57,5 pour la France entière.
| Typologie                                               | Crandelles | Cantal | France entière |
| ------------------------------------------------------- | ---------- | ------ | -------------- |
| Résidences principales (en %)                           | 86,7       | 67,7   | 82,1           |
| Résidences secondaires et logements occasionnels (en %) | 7,1        | 20,4   | 9,7            |
| Logements vacants (en %)                                | 6,3        | 11,9   | 8,2            |

## Histoire
Comme dans les communes voisines d'Ytrac et d'Ayrens, mais aussi dans celles de la vallée de la Jordanne, on voit dès le XIIIe siècle de nombreux habitants de Crandelles émigrer de manière temporaire vers l'Espagne. Ils étaient intégrés dans des sociétés familiales, parfois très anciennes, comme les Chinchons qui possédaient une multitude d'établissement de commerce comme des boulangeries. D'autres, qui étaient marchands ambulants, proposaient des ustensiles de chaudronnerie, ainsi que des draps et des couvertures. On plaçait les enfants en apprentissage dans ces établissements. Comme le statut de ces sociétés excluait ceux qui épousaient un Espagnol, les migrants revenaient souvent se marier au pays.

## Politique et administration

### Administration municipale
| Période                                  | Période                    | Identité                 | Étiquette | Qualité                                                                 |
| ---------------------------------------- | -------------------------- | ------------------------ | --------- | ----------------------------------------------------------------------- |
| Les données manquantes sont à compléter. |                            |                          |           |                                                                         |
| 1792                                     | 1794                       | Noël Vermenouze          |           |                                                                         |
| 1794                                     | 1798                       | Pierre Crueghe           |           |                                                                         |
| 1799                                     | 1800                       | Noël Géraud Lintilhac    |           |                                                                         |
| 1800                                     | 1834                       | Antoine Crueghe          |           |                                                                         |
| 1834                                     | 1836                       | Jean Plougeaut           |           |                                                                         |
| 1836                                     | 1840                       | Antoine Bruel            |           |                                                                         |
| 1840                                     | 1849                       | Jean Ambroise Vermenouze |           |                                                                         |
| 1849                                     | 1905                       | Arsène Vermenouze        |           |                                                                         |
| 1905                                     | 1918                       | Antoine Maisonobe        |           |                                                                         |
| 1919                                     | 1932                       | Armand Delmas            |           |                                                                         |
| 1932                                     | 1934                       | Antoine Vigier           |           |                                                                         |
| 1935                                     | 1949                       | Paul Mercadier           |           |                                                                         |
| 1949                                     | 1971                       | Jean Besombe             |           |                                                                         |
| 1971                                     | 1977                       | Pierre Vermenouze        |           |                                                                         |
| 1977                                     | 2014                       | Jacques Markarian        | PS        | Médecin anesthésiste Conseiller général du canton de Jussac (1988-2015) |
| 2014                                     | En cours (au 13 août 2020) | Jean-Louis Vidal         | PS        | Agriculteur                                                             |

## Population et société

### Démographie

#### Évolution démographique
L'évolution du nombre d'habitants est connue à travers les recensements de la population effectués dans la commune depuis 1793. Pour les communes de moins de 10 000 habitants, une enquête de recensement portant sur toute la population est réalisée tous les cinq ans, les populations de référence des années intermédiaires étant quant à elles estimées par interpolation ou extrapolation. Pour la commune, le premier recensement exhaustif entrant dans le cadre du nouveau dispositif a été réalisé en 2005.

En 2022, la commune comptait 870 habitants, en évolution de +5,07 % par rapport à 2016 (Cantal : −1,08 %, France hors Mayotte : +2,11 %).
| 1793 | 1800 | 1806 | 1821 | 1831 | 1836 | 1841 | 1846 | 1851 |
| ---- | ---- | ---- | ---- | ---- | ---- | ---- | ---- | ---- |
| 692  | 789  | 815  | 825  | 875  | 747  | 764  | 773  | 762  |

| 1856 | 1861 | 1866 | 1872 | 1876 | 1881 | 1886 | 1891 | 1896 |
| ---- | ---- | ---- | ---- | ---- | ---- | ---- | ---- | ---- |
| 780  | 760  | 772  | 730  | 692  | 640  | 662  | 606  | 611  |

| 1901 | 1906 | 1911 | 1921 | 1926 | 1931 | 1936 | 1946 | 1954 |
| ---- | ---- | ---- | ---- | ---- | ---- | ---- | ---- | ---- |
| 625  | 628  | 614  | 515  | 421  | 466  | 432  | 403  | 412  |

| 1962 | 1968 | 1975 | 1982 | 1990 | 1999 | 2005 | 2006 | 2010 |
| ---- | ---- | ---- | ---- | ---- | ---- | ---- | ---- | ---- |
| 364  | 338  | 346  | 470  | 560  | 598  | 635  | 649  | 715  |

| 2015 | 2020 | 2022 | - | - | - | - | - | - |
| ---- | ---- | ---- | - | - | - | - | - | - |
| 818  | 861  | 870  | - | - | - | - | - | - |

#### Pyramide des âges
La population de la commune est relativement jeune. En 2020, le taux de personnes d'un âge inférieur à 30 ans s'élève à 33 %, soit un taux supérieur à la moyenne départementale (26,7 %). À l'inverse, le taux de personnes d'un âge supérieur à 60 ans (21,6 %) est inférieur au taux départemental (36,3 %).
En 2020, la commune comptait 433 hommes pour 428 femmes, soit un taux de 50,29 % d'hommes, supérieur au taux départemental (48,84 %).
Les pyramides des âges de la commune et du département s'établissent comme suit :
| Hommes | Classe d’âge | Femmes |
| ------ | ------------ | ------ |
| 0,7    | 90 ou +      | 0      |
| 3,7    | 75-89 ans    | 4      |
| 16,2   | 60-74 ans    | 18,7   |
| 22,6   | 45-59 ans    | 23,1   |
| 20,8   | 30-44 ans    | 24,3   |
| 11,1   | 15-29 ans    | 10     |
| 24,9   | 0-14 ans     | 19,9   |

| Hommes | Classe d’âge | Femmes |
| ------ | ------------ | ------ |
| 1,2    | 90 ou +      | 3,1    |
| 10,1   | 75-89 ans    | 13,5   |
| 22,9   | 60-74 ans    | 22,6   |
| 21,8   | 45-59 ans    | 20,5   |
| 16,1   | 30-44 ans    | 15,2   |
| 13,8   | 15-29 ans    | 11,9   |
| 14,2   | 0-14 ans     | 13,3   |

### Sports
- Club de football : USC - US Crandelles - Créé en 1972 - Siège : Bar de Crandelles.

## Culture locale et patrimoine

### Lieux et monuments
- Château du Bouyssou, construit en 1792, est la propriété de la famille Delmas, dont est issu l'écrivain et ancien maire de Crandelles Armand Delmas ;
- Lac des Genévrières, avec une aire de loisir.

### Personnalités liées à la commune
- Amédée Maisonobe (1882 - 1954), évêque de Belley de 1935 jusqu'à sa mort, est né dans la commune ;
- Arsène Vermenouze.
- Pierre Jamin (en)